# Phare de Sandbore Caye

Le phare de Sandbore Caye (en espagnol : Faro de Cayo Sandbore) est un phare actif situé sur la caye Sandbore du récif Lighthouse, dans la District de Belize au Belize.

## Histoire
La caye Sandbore est une petite île située à l'extrémité nord du récif, à environ 74 km de la capitale Belize City.
La première station a été mise en service en 1886. Le phare était une tour métallique à claire-voie de 20 mètres de haut. Il a été remplacé en 1931 par une tour similaire. Ce phare est doté de personnel. Les visiteurs peuvent emprunter des escaliers, avec l'accord des gardiens, pour se rendre sur la plateforme.

## Description
Ce phare actuelle est une tour métallique pyramidale à claire-voie, avec une galerie et une lanterne de 25 m de haut. La tour est peinte en blanc, avec une bande rouge vers. Il émet, à une hauteur focale d'environ 25 m, un éclat blanc par période de 10 secondes. Sa portée est de 17 milles nautiques (environ 31.5 km).
Identifiant : ARLHS : BLZ-010 - Amirauté : J5934 - NGA : 110-16288 .

### Lien connexe
- Liste des phares du Belize